# Storbacken
Storbacken is een gehucht binnen de Zweedse gemeente Jokkmokk. Het is gelegen op de westelijke (linker) oever van de Lule. Storbacken is opgenomen in de Zweedse geschiedenis vanwege het nooit aangelegde Engels Kanaal, dat hier in de 19e eeuw gegraven zou worden. Storbacken betekent grote beek; het ligt aan een zijstroom van de Lule, die in de loop der jaren deels droog is komen te staan.
Bestuurscentrum: Jokkmokk (tätort)
Tätort: Porjus · Vuollerim
Småort: Kåbdalis · Mattisudden · Murjek
Overig: Årrenjarka · Framnäs · Kåikul · Kalludden · Kittajaur · Kitteludden · Kuouka · Kuorpak · Kvikkjokk · Messaure · Nautijaur · Njavve · Padjerim · Porsi · Randijaur · Snesudden · Storbacken · Sudok · Tårrajaur · Tjåmotis · Vajkijaur